# Đặng Phi
Đặng Phi, tên hiệu Hoả Nhãn Toan Nghê (tiếng Trung: 火眼狻猊), là một nhân vật hư cấu trong tiểu thuyết cổ điển Trung Quốc Thủy hử. Ông là một trong 72 Địa Sát Tinh của 108 anh hùng Lương Sơn Bạc.

## Xuất thân
Đặng Phi quê ở phủ Tương Dương. Do có đôi mắt màu đỏ nên có tên hiệu Hoả nhãn toan nghê (Sư tử mắt đỏ). Đặng Phi vốn là một trong ba hảo hán cầm đầu một băng cướp ở núi Ẩm Mã Xuyên. Ông giỏi võ nghệ, thường sử dụng một cây thiết liên .

## Gia nhập Lương Sơn Bạc
Đặng Phi có quen biết Dương Lâm. Một lần Dương Lâm cùng Đới Tung đi qua Ẩm Mã Xuyên, gặp Đặng Phi và Mạnh Khang dẫn lâu la chặn lại đòi tiền mãi lộ. Dương Lâm nhận ra Đặng Phi liền giới thiệu hai bên với nhau. Dương Lâm và Đới Tung được mời lên núi chơi. Sau đó Đới Tung thuyết phục đảng cướp này gia nhập Lương Sơn Bạc. Đặng Phi, Mạnh Khang và Bùi Tuyên, ba hảo hán cầm đầu băng cướp vốn đã nghe tiếng Tống Công Minh từ lâu, bèn cùng lâu la thu xếp lương thảo lên Lương Sơn Bạc.

## Sau khi chiêu an và tử trận
Khi phân định ngôi thứ ở Lương Sơn Bạc, Đặng Phi trở thành một đầu lĩnh mã quân, ông và Âu Bằng là phó tướng của Đổng Bình. Sau khi nhận chiêu an, ông cùng các đầu lĩnh tham gia các chiến dịch đánh dẹp quân Liêu và các lực lượng khác chống đối triều đình nhà Tống. Trong chiến dịch đánh Phương Lạp, khi đánh tới Hàng Châu, Đặng Phi là một trong số các đầu lĩnh theo Tống Giang đánh vào cửa bắc. Tướng giặc là Thạch Bảo ra đánh trận đầu, giao chiến với Sách Siêu. Sách Siêu nóng nảy bị Thạch Bảo trá bại, phóng chuỳ lưu tinh vào mặt. Đặng Phi vội đến cứu thì bị Thạch Bảo phóng ngựa quay lại, phạt một đao đứt làm hai đoạn, tử trận cùng với Sách Siêu.

## Trong Đãng Khấu Chí
Tại hồi 60, Trần Hy Chân thống lĩnh đại binh đánh Bộc Châu. Vương Anh và Hỗ Tam Nương bị Trần Lệ Khanh giết, Lâm Xung nóng lòng báo thù, trúng kế dụ địch, Đặng Phi đoạn hậu bị Lâu Hùng đuổi đánh, hai người đánh nhau điên cuồng, Đặng Phi bị thương nhưng đã đâm chết Lâu Hùng, ngờ đâu Loan Đình Ngọc từ đâu phi đến đâm một thương giết Đặng Phi.